# Anka Čekanová

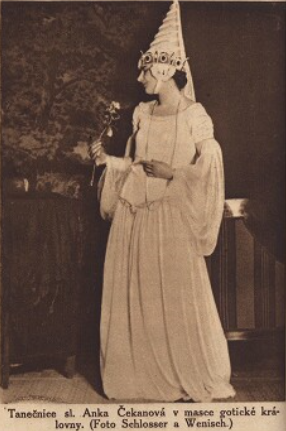
Anka Čekanová, 1927

Anka Čekanová, vlastním jménem Anna Julie Marie Čekanová (26. února 1905 Praha – 22. července 1965 Praha), byla česká tanečnice, choreografka a pedagožka.

## Život
Narodila se v Praze na Novém Městě, v Charvátově ulici čp. 42/II, v rodině majitele továrny na klobouky Václava Čekana (1879–1956) a jeho ženy Anny, rozené Broftové (1884–??), která vedla pohybové studio. Měla bratra, dvojče, Václava.
V roce 1916 se její otec z vlastní iniciativy podílel na založení Lesního divadla v Řevnicích podle návrhu ing. Červinky. S manželkou, vlastními dětmi a jejich kamarády zde uspořádali několik divadelních představení a založili Čekanovu dramatickou družinu. Anka Čekanová zde pak v roce 1924 vystoupila s velkým úspěchem v roli Salome ve stejnojmenném představení podle předlohy Oscara Wildea a s původní hudbou Jaroslava Křičky.
Studovala tanec u I. Volkové, V. Vratislavy, A. Dubské (dalcrozeovské školení), H. Vojáčkové, Mme Leben-Vaňkové, E. Kupferové a E. Siblíka. Pro její taneční projev byl typický důraz na rytmickou a estetickou gymnastiku.
V roce 1923 byl jejím tancem s šálem okouzlen výtvarník Jaroslav Horejc a zpodobnil ji na stříbrné broži, zhotovované od roku 1924 sériově pro družstvo Artěl. Týž design tančící Anky byl použit na plakátě k jejímu vystoupení v pražském Komorním divadle roku 1928.
V roce 1926 Anka vystoupila poprvé jako sólistka v kabaretu Červená sedma. Ve svých tanečně hereckých vystoupeních tančila na hudbu známých světových i českých skladatelů (Franze Schuberta, Bedřicha Smetany, Jaroslava Ježka, Františka Hilmara a dalších). V roce 1926 hostovala též v Národním divadle ve hře A. Arnouxe Huon z Bordeaux. Byla členkou uměleckého svazu Devětsil. Založila vlastní taneční skupinu a ke spolupráci zvala současné hudební skladatele (Jaroslava Křičku, Otakara Ostrčila). Kromě choreografie se věnovala též výtvarné stránce svých vystoupení; kostýmy a plakáty pro ni navrhoval Jaroslav Horejc nebo Josef Čapek.
Dne 26. května 1930 se provdala za ing. Otakara Kukulu (* 1899), syna známého chirurga Otakara Kukuly, a zanechala sólové kariéry tanečnice. Tisk ale zaznamenal její vystoupení se souborem Lesního divadla ještě v roce 1932 (již pod jménem A. Čekanová-Kukulová). V manželství se jim narodily dvě děti, syn Otakar (Karyk) a dcera Anka. Věnovala se choreografii a pedagogické práci.

## Dílo (výběr)
Divadlo
- 1924 Salome (titul. role), Lesní divadlo Řevnice
- 1926 Huon z Bordeaux (Esclarmonda), Národní divadlo, Praha

Tanec
- 1926 Moment musical, hudba: Franz Schubert, Červená sedma
- 1926 Balada o mrtvém ševci a mladé tanečnici, hudba: Otakar Ostrčil
- 1927 Nervy, hudba: Jaroslav Ježek
- 1928 Intimní taneční večer Anky Čekanové, Komorní divadlo, Praha

## Zajímavost
Sourozenci Anna a Václav Čekanovi byli dvojčata, ve stejný den se také konala jejich svatba v malostranském kostele sv. Mikuláše v Praze.